# Андриевица
Андриевица (на сръбски: Андријевица или Andrijevica) е градче в североизточната част на Черна гора. Има население от 1073 (2003).
Андриевица е административен център на едноименната община, чието население през 2003 година наброява 5785 души и е смятан за неофициалния център на Васойевишкия регион.

## История
През 13 век Комската жупа е владение на Растко Неманич и потомците на Мирослав Завидович. Неговият син Андрия, който е захумски княз, построява в своя чест църква в Междуречие (днешната Стара Андриевица). Църквата е наречена Андриевна и към нея е съществувала малка резбарска работилница. След идването на турците църквата е палена и разрушавана многократно – за последно през 1765 година по времето на похода на Караман паша, който разорява всички села в Комска жупа.
Едва през 1853 година стария военен сръбски род/клан Васоевичи, който често е въставал срещу турската власт, започва да устройва селище около Андриевата църква. През 1858 г. изтъкнатият войвода на рода Васоевичи Милян Вуков провъзгласява селата на рода за съставна част от Черна гора.
През 1878 година Андриевица е вече главен център за цяла Северна Черна гора.
В Андриевица идват и сръбски емигранти, които били експерти по въоръжаването. Това допринася за развитието на този край, а и селището около църквата през 1882 година има над 20 къщи. През това време тя се превръща в средищен център. Освен войнишките функции на селото Андриевица е имала и административно-правни, търговски и просветни функции.

## Население
Андриевица е административен център на едноименната община, чието население наброява 5785 души (2003), а в града живеят 1073 жители.
Изменение на населението на град Андриевица през годините:
- 3 март, 1981 – 941
- 3 март, 1991 – 923
- 1 ноември, 2003 – 1073
- 2011 – 1048

Етнически групи (1991):
- черногорци (84,20%)
- сърби (13,55%)

Етнически групи (2003):
- сърби (69,61%)
- черногорци (25,13%)

Етнически групи (2011):
- сърби (61,35%)
- черногорци (33,39%)
- мюсюлмани (0,57%)
- други/необяснимо (3,14%)